# 일차 에너지

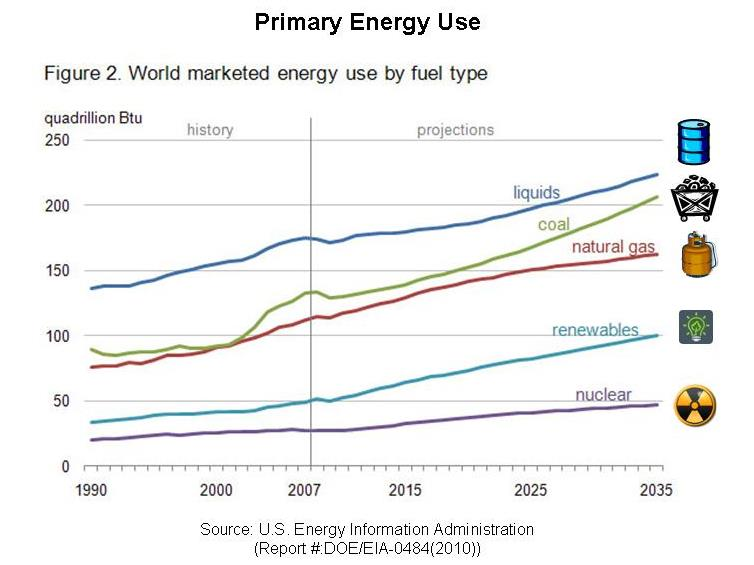
일차 에너지 사용 전망

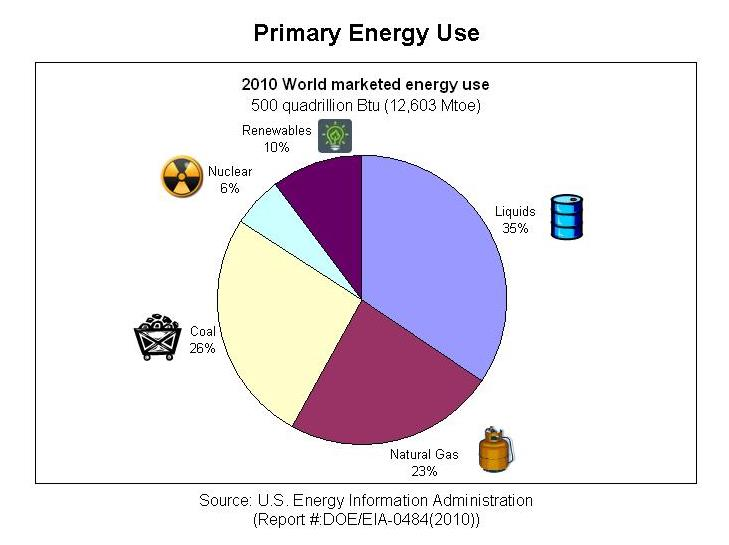
2010년 세계 총 일차 에너지 사용량

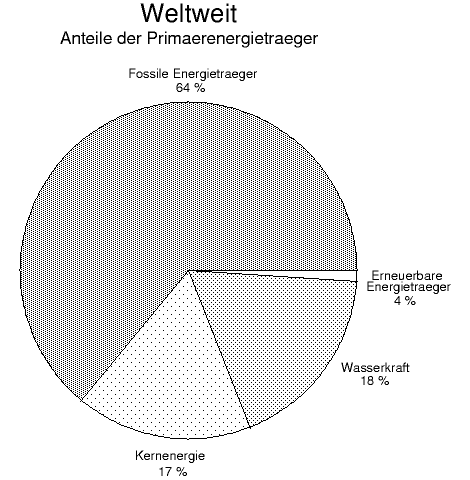
전 세계 전기 발생을 위한 일차 에너지의 비중

일차 에너지(Primary energy)는 어떠한 가공이나 변환 과정도 거치지 않은 자연 상태의 에너지를 말한다. 가공되지 않은 연료와 시스템에 투입되기 위한 형태의 에너지를 포함하고 있다. 일차 에너지는 재생 가능 에너지와 고갈성 에너지로 나뉠 수 있다.
일차 에너지의 개념은 에너지학 뿐만 아니라, 에너지 균형에 관한 에너지 관련 통계에도 이용된다. 에너지학에서는, 일차 에너지 자원(primary energy source, PES)을 인간 사회의 에너지 운반체 공급을 위한 에너지 부문에 요구되는 에너지로 지칭하고 있다.

## 같이 보기
- 에너지 개발